# Lucí (España)
Lucí (llamada oficialmente Santa Mariña de Lucí) es una parroquia y una aldea española del municipio de Teo, en la provincia de La Coruña, Galicia.

## Entidades de población
Entidades de población que forman parte de la parroquia:
- Chaves
- Lucí
- Paredes
- Pite
- Portoameneiro
- Ramallosa (A Ramallosa)

## Demografía

### Parroquia
| Gráfica de evolución demográfica de Lucí (parroquia) entre 2000 y 2019 |
|                                                                        |
| Datos según el nomenclátor publicado por el INE.                       |

### Aldea
| Gráfica de evolución demográfica de Lucí (aldea) entre 2000 y 2019 |
|                                                                    |
| Datos según el nomenclátor publicado por el INE.                   |